# Porotenus permagnus
Porotenus permagnus är en svampart som först beskrevs av Arthur & Holw., och fick sitt nu gällande namn av Cummins & Y. Hirats. 1983. Porotenus permagnus ingår i släktet Porotenus och familjen Uropyxidaceae.   Inga underarter finns listade i Catalogue of Life.